# Ин-Амгель
Ин-Амгель (араб. عين أمقل‎) — город и коммуна в южной части Алжира, в вилайете Таманрассет. Входит в состав округа Таманрассет.

## Географическое положение

Коммуна Ин-Амгель

Город находится на юго-востоке центральной части вилайета, в пределах центральной части Сахары, на южном берегу вади Ин-Амгель, на расстоянии приблизительно 1450 километров к юго-юго-востоку (SSE) от столицы страны Алжира. Абсолютная высота — 972 метра над уровнем моря. 

Коммуна Ин-Амгель граничит с коммунами Ин-Гар, Ин-Салах, Абалесса, Таманрассет, Фоггарет-эз-Зуа, Идлес, а также с территорией вилайета Адрар. Её площадь составляет 93 438 км².

## Климат
Климат города характеризуется как аридный жаркий (BWh в классификации климатов Кёппена). Осадки в течение года практически отсутствуют (среднегодовое количество — 28 мм). Средняя годовая температура составляет 23,3 °C. Средняя температура самого холодного месяца (января) составляет 13 °С, самого жаркого месяца (июля) — 31,3 °С..

## Население
По данным официальной переписи 2008 года численность населения коммуны составляла 4208 человек. Доля мужского населения составляла 51,4 %, женского — соответственно 48,6 %. Уровень грамотности населения составлял 71,1 %. Уровень грамотности среди мужчин составлял 77,7 %, среди женщин — 63,8 %. 4,2 % жителей Ин-Амгеля имели высшее образование, 11,4 % — среднее образование.

## Транспорт
Через город проходит Транссахарское шоссе.